# Hereroa stenophylla
Hereroa stenophylla är en isörtsväxtart som beskrevs av L. Bol. Hereroa stenophylla ingår i släktet Hereroa och familjen isörtsväxter. Inga underarter finns listade i Catalogue of Life.